# Porno (romance)
Porno é um romance do escritor escocês Irvine Welsh, sequência de Trainspotting. O livro retrata as personagens de Trainspotting uma década depois, quando seus caminhos se cruzam novamente em Leith, envolvendo dessa vez o tema pornografia ao invés do uso de heroína. Durante a trama, parte das personagens do livro Glue se juntam à trupe de "Rents".
"Sick Boy" se sente um fracassado. Casou, teve filhos e se divorciou. Apesar do fato de ainda achar que é mais esperto que os outros à sua volta, ainda não se tornou rico como imaginava. Novas chances que surgem o levam a crer que sua única possibilidade de chegar lá é produzindo um filme pornográfico. Para isso no entanto, ele precisa entrar em contato com alguns amigos do livro anterior, os quais ele gostaria de ter esquecido.
Esta sequência se aproveita de ideias oriundas da adaptação de Trainspotting para o cinema. O maior exemplo é o fato de "Spud" ter recebido parte do dinheiro roubado por Renton, que é mostrado no filme, mas não é mencionado no livro.
No Brasil, foi traduzido pela dupla radicada em Porto Alegre, Daniel Galera e Daniel Pellizzari, também tradutores da edição brasileira de Trainspotting.

## Personagens
- Simon "Sick Boy" David Williamson - Após uma sucessão de fracassos comerciais, decide fazer um filme pornô ao voltar para Edimburgo. Usuário pesado de cocaína, continua ressentido por ter sido roubado por Renton. Após Trainspotting teve um filho cuja mãe é sua ex-esposa e perdeu parte do charme e físico.
- Mark "Rents" Renton - Largou a heroína e possui agora uma boate em Amsterdã. Concorda em financiar o filme pornô de Sick Boy em troca de parte dos lucros, apesar da falta de confiança mútua. Aprendeu caratê com medo de um eventual encontro com Begbie.
- Nicola "Nikki" Fuller-Smith - Universitária de 25 anos que trabalha na casa de massagens de Mikey Forrester (interpretado em Trainspotting pelo próprio Irvine Welsh), na qual masturba alguns clientes. Atraída por Sick Boy, decide ajudá-lo atuando em seu filme.
- Daniel "Spud" Murphy - Ainda usuário de drogas apesar de tentar largá-las. Único que recebeu sua parte do dinheiro roubado por Renton (fato não revelado no livro, mas trazido para Porno), não guarda mágoa de Mark. Se casou com Alison, e com ela tem um filho, Andy, mas seu relacionamento com ela, já carregado de problemas, é agravado pela volta de Sick Boy.
- Francis "Franco" Begbie - Após três anos na cadeia. Carrega um ódio enorme de Renton e o culpa pelo crime que o levou à cadeia. Continua violento e psicótico, ressurge mais paranoico que nunca, devido ao uso de cocaína.
- Lauren - Colega de quarto de Nikki, é uma feminista puritana virgem e certinha que tenta dissuadir Nikki de atuar no filme pornô.
- Terry "Refresco" ("Juice" Terry) - Conhecido de infância de Sick Boy, é quem apresenta Sick Boy à ideia de fazer filmes pornográficos, foi um os protagonistas de Glue.
- Rab Birrell - Amigo de Nikki e Lauren e irmão de "Birrell" de Glue, é quem apresenta Nikki à cena pornô. Está prestes a ter um filho e se casar.
- Dianne Forman - Recém chegada ao quarto de Nikki. Teve um relacionamento com Renton em Trainspotting ainda menor de idade. Estuda psicologia.

## Narrativa
O romance é dividido em 3 seções, cada um com capítulos de diferentes narradores. Diferente de Trainspotting e sua variedade de narrativas, Porno possui apenas cinco narradores: Sick Boy, Renton, Spud, Begbie e Nikki. Outra diferença com relação ao formato de Trainspotting é que cada personagem possui um estilo diferente no título de seu capítulo:
- Sick Boy = Falcatrua N° 18.732 (até 18.753, em inglês, "Scam # ...")
- Renton = Putas de Amsterdã, parte 1 (até 12, em inglês, "Whores of Amsterdam Pt ...")
- Spud = Título
- Begbie = TÍTULO (estilo não mantido na tradução brasileira, em primeira edição)
- Nikki = "... citação do capítulo...".

Cada narrador possui um estilo de prosa distinto. Renton, Sick Boy e Nikki "escrevem" em inglês tradicional enquanto os capítulos de Begbie e Spud são escritos com transcrições do dialeto escocês e do scots.
Na tradução em português, os capítulos de Begbie e Spud são escritos em linguagem coloquial com uso de gírias .